# Llista d'expedicions a l'Estació Espacial Internacional
Això és una llista cronològica de les expedicions a l'Estació Espacial Internacional (EEI o ISS de l'anglès). Totes les tripulacions permanents a l'ISS són anomenades en "Expedició n", on n és el nombre augmentat seqüencialment en cada expedició. Les tripulacions de missions en enviaments de subministraments i els turistes espacials són exclosos (vegeu Llista de vols espacials tripulats de l'Estació Espacial Internacional per a més detalls). Els comandants de l'EEI són llistats en cursiva. La "duració" es refereix a la de la tripulació i no sempre es correspon en el "vol cap amunt" o "cap avall".

## Expedició actual
| Expedició    | Emblema                                                  | Tripulació                                                          | Arribada                      | Arribada                           | Sortida                            | Sortida                            | Durada (dies)                      |                                    |
| Expedició    | Emblema                                                  | Tripulació                                                          | Data                          | Vol                                | Data                               | Vol                                | Durada (dies)                      |                                    |
| ------------ | -------------------------------------------------------- | ------------------------------------------------------------------- | ----------------------------- | ---------------------------------- | ---------------------------------- | ---------------------------------- | ---------------------------------- | ---------------------------------- |
| Expedició 66 |                                                          | Thomas Pesquet R. Shane Kimbrough K. Megan McArthur Akihiko Hoshide | Transferits de l'Expedició 65 | Transferits de l'Expedició 65      | 8 novembre 2021 (previst)          | SpaceX Crew-2                      | 199                                |                                    |
| Expedició 66 | Pyotr Dubrov Mark Vande Hei                              | 28 març 2022 (previst)                                              | Transferits de l'Expedició 65 | Transferits de l'Expedició 65      | Soiuz MS-19                        | 354                                |                                    |                                    |
| Expedició 66 | Anton Shkaplerov                                         | 28 març 2022 (previst)                                              | Transferits de l'Expedició 65 | Transferits de l'Expedició 65      | Soiuz MS-19                        | 178                                |                                    |                                    |
| Expedició 66 | Raja Chari Thomas Marshburn Matthias Maurer Kayla Barron | 11 novembre 2021 02:03:30 UTC                                       | SpaceX Crew-3                 | Seran transferits a l'Expedició 67 | Seran transferits a l'Expedició 67 | Seran transferits a l'Expedició 67 | Seran transferits a l'Expedició 67 | Seran transferits a l'Expedició 67 |
| Expedició 66 | Oleg Artemyev Denis Matveev Serguei Korsakov             | 18 març 2022 (previst)                                              | Soiuz MS-21                   | Seran transferits a l'Expedició 67 | Seran transferits a l'Expedició 67 | Seran transferits a l'Expedició 67 | Seran transferits a l'Expedició 67 | Seran transferits a l'Expedició 67 |

## Expedicions finalitzades
| Expedició    | Emblema                                                           | Tripulació                                                    | Arribada                          | Arribada                                                 | Sortida                                                  | Sortida                                                  | Durada (dies)               |
| Expedició    | Emblema                                                           | Tripulació                                                    | Data                              | Vol                                                      | Data                                                     | Vol                                                      | Durada (dies)               |
| ------------ | ----------------------------------------------------------------- | ------------------------------------------------------------- | --------------------------------- | -------------------------------------------------------- | -------------------------------------------------------- | -------------------------------------------------------- | --------------------------- |
| Expedició 1  | Expedició 1                                                       | William M. Shepherd Serguei Krikaliov Iuri Gidzenko           | 31 d'octubre de 2000 07:52 UTC    | Soiuz TM-31                                              | 21 de març de 2001 07:33 UTC                             | STS-102                                                  | 140,98                      |
| Expedició 2  | Expedició 2                                                       | Iuri Usachev James S. Voss Susan J. Helms                     | 8 de març de 2001 11:42 UTC       | STS-102                                                  | 22 d'agost de 2001 19:24 UTC                             | STS-105                                                  | 167,28                      |
| Expedició 3  | Expedició 3                                                       | Frank L. Culbertson Mikhaïl Tiurin Vladímir Dejúrov           | 10 d'agost de 2001 21:10 UTC      | STS-105                                                  | 17 de desembre de 2001 17:56 UTC                         | STS-108                                                  | 128,86                      |
| Expedició 4  | Expedició 4                                                       | Iuri Onufrienko Carl E. Walz Daniel W. Bursch                 | 5 de desembre de 2001 22:19 UTC   | STS-108                                                  | 19 de juny de 2002 09:57 UTC                             | STS-111                                                  | 195,82                      |
| Expedició 5  | Expedició 5                                                       | Valeri Korzun Serguei Treshchev Peggy A. Whitson              | 5 de juny de 2002 21:22 UTC       | STS-111                                                  | 7 de desembre de 2002 19:37 UTC                          | STS-113                                                  | 184,93                      |
| Expedició 6  | Expedició 6                                                       | Kenneth D. Bowersox Donald R. Pettit Nikolai Budarin          | 24 de novembre de 2002 00:49 UTC  | STS-113                                                  | 4 de maig de 2003 02:04 UTC                              | Soiuz TMA-1                                              | 161,05                      |
| Expedició 7  | Expedició 7                                                       | Iuri Malentxenko Edward T. Lu                                 | 26 d'abril de 2003 03:53 UTC      | Soiuz TMA-2                                              | 28 d'octubre de 2003 02:40 UTC                           | Soiuz TMA-2                                              | 184,93                      |
| Expedició 8  | Expedició 8                                                       | C. Michael Foale Alexander Kaleri                             | 18 d'octubre de 2003 05:38 UTC    | Soiuz TMA-3                                              | 30 d'abril de 2004 00:11 UTC                             | Soiuz TMA-3                                              | 194,77                      |
| Expedició 9  | Expedició 9                                                       | Guennadi Pàdalka E. Michael Fincke                            | 19 d'abril de 2004 03:19 UTC      | Soiuz TMA-4                                              | 24 d'octubre de 2004 00:32 UTC                           | Soiuz TMA-4                                              | 185,66                      |
| Expedició 10 | Expedició 10                                                      | Leroy Chiao Salijan Xarípov                                   | October 14, 2004 03:06 UTC        | Soiuz TMA-5                                              | April 24, 2005 22:08 UTC                                 | Soiuz TMA-5                                              | 192,79                      |
| Expedició 11 | Expedició 11                                                      | Serguei Krikaliov John L. Phillips                            | 15 d'abril de 2005 00:46 UTC      | Soiuz TMA-6                                              | 11 d'octubre de 2005 01:09 UTC                           | Soiuz TMA-6                                              | 179,02                      |
| Expedició 12 | Expedició 12                                                      | William S. McArthur Valeri Tokarev                            | October 1, 2005 03:54 UTC         | Soiuz TMA-7                                              | April 8, 2006 23:48 UTC                                  | Soiuz TMA-7                                              | 189,01                      |
| Expedició 13 | Expedició 13                                                      | Pàvel Vinogràdov Jeffrey N. Williams                          | 30 de març de 2006 02:30 UTC      | Soiuz TMA-8                                              | 28 de setembre de 2006 01:13 UTC                         | Soiuz TMA-8                                              | 182,65                      |
| Expedició 13 | Expedició 13                                                      | Thomas Reiter                                                 | 4 de juliol de 2006 18:38 UTC     | STS-121                                                  | Transferit a l'Expedició 14                              | Transferit a l'Expedició 14                              | Transferit a l'Expedició 14 |
| Expedició 14 | Expedició 14                                                      | Michael E. Lopez-Alegria Mikhaïl Tiurin                       | 18 de setembre de 2006 04:09 UTC  | Soiuz TMA-9                                              | 21 d'abril de 2007 12:31 UTC                             | Soiuz TMA-9                                              | 215,35                      |
| Expedició 14 | Expedició 14                                                      | Thomas Reiter                                                 | Transferit de l'Expedició 13      | Transferit de l'Expedició 13                             | 21 de desembre de 2006 22:32 UTC                         | STS-116                                                  | 171,16                      |
| Expedició 14 | Expedició 14                                                      | Sunita L. Williams                                            | 10 de desembre de 2006 01:47 UTC  | STS-116                                                  | Transferit a l'Expedició 15                              | Transferit a l'Expedició 15                              | Transferit a l'Expedició 15 |
| Expedició 15 | Expedició 15                                                      | Fiódor Iurtxikhin Oleg Kótov                                  | 7 d'abril de 2007 17:31 UTC       | Soiuz TMA-10                                             | 21 d'octubre de 2007 10:36 UTC                           | Soiuz TMA-10                                             | 196,71                      |
| Expedició 15 | Expedició 15                                                      | Sunita L. Williams                                            | Transferit de l'Expedició 14      | Transferit de l'Expedició 14                             | 22 de juny de 2007 19:49 UTC                             | STS-117                                                  | 194,75                      |
| Expedició 15 | Expedició 15                                                      | Clayton C. Anderson                                           | 8 de juny de 2007 23:38 UTC       | STS-117                                                  | Transferit a l'Expedició 16                              | Transferit a l'Expedició 16                              | Transferit a l'Expedició 16 |
| Expedició 16 | Expedició 16                                                      | Peggy A. Whitson Iuri Malentxenko                             | 10 d'octubre de 2007 13:22 UTC    | Soiuz TMA-11                                             | 19 d'abril de 2008 08:30 UTC                             | Soiuz TMA-11                                             | 191,80                      |
| Expedició 16 | Expedició 16                                                      | Clayton C. Anderson                                           | Transferit de l'Expedició 15      | Transferit de l'Expedició 15                             | 7 de novembre de 2007 18:01 UTC                          | STS-120                                                  | 151,77                      |
| Expedició 16 | Expedició 16                                                      | Daniel M. Tani                                                | 23 d'octubre de 2007 15:38 UTC    | STS-120                                                  | 20 de febrer de 2008 14:07 UTC                           | STS-122                                                  | 119,94                      |
| Expedició 16 | Expedició 16                                                      | Léopold Eyharts                                               | 7 de febrer de 2008 19:45 UTC     | STS-122                                                  | 27 de març 2008 06:28 UTC                                | STS-123                                                  | 48,55                       |
| Expedició 16 | Expedició 16                                                      | Garrett E. Reisman                                            | 11 de març de 2008 06:28 UTC      | STS-123                                                  | Transferit a l'Expedició 17                              | Transferit a l'Expedició 17                              | Transferit a l'Expedició 17 |
| Expedició 17 | Expedició 17                                                      | Serguei Vólkov Oleg Kononenko                                 | 8 d'abril de 2008 11:16 UTC       | Soiuz TMA-12                                             | 24 d'octubre de 2008 03:37 UTC                           | Soiuz TMA-12                                             | 198,68                      |
| Expedició 17 | Expedició 17                                                      | Garrett E. Reisman                                            | Transferit de l'Expedició 16      | Transferit de l'Expedició 16                             | 14 de juny de 2008 15:16 UTC                             | STS-124                                                  | 95,37                       |
| Expedició 17 | Expedició 17                                                      | Gregory E. Chamitoff                                          | 31 de maig de 2008 21:02 UTC      | STS-124                                                  | Transferit a l'Expedició 18                              | Transferit a l'Expedició 18                              | Transferit a l'Expedició 18 |
| Expedició 18 | Expedició 18                                                      | E. Michael Fincke Iuri Lontxakov                              | 12 d'octubre de 2008 07:01 UTC    | Soiuz TMA-13                                             | 8 d'abril de 2009 07:16 UTC                              | Soiuz TMA-13                                             | 178,01                      |
| Expedició 18 | Expedició 18                                                      | Gregory E. Chamitoff                                          | Transferit de l'Expedició 17      | Transferit de l'Expedició 17                             | 30 de novembre de 2008 21:25 UTC                         | STS-126                                                  | 183,02                      |
| Expedició 18 | Expedició 18                                                      | Sandra H. Magnus                                              | 15 de novembre de 2008 00:55 UTC  | STS-126                                                  | 28 de març de 2009 19:13 UTC                             | STS-119                                                  | 133,76                      |
| Expedició 18 | Expedició 18                                                      | Koichi Wakata                                                 | 15 de març 2009 23:43 UTC         | STS-119                                                  | Transferit a l'Expedició 19                              | Transferit a l'Expedició 19                              | Transferit a l'Expedició 19 |
| Expedició 19 | Expedició 19                                                      | Guennadi Pàdalka Michael R. Barratt                           | 26 de març de 2009 11:49 UTC      | Soiuz TMA-14                                             | Transferit a l'Expedició 20                              | Transferit a l'Expedició 20                              | Transferit a l'Expedició 20 |
| Expedició 19 | Expedició 19                                                      | Koichi Wakata                                                 | Transferit de l'Expedició 18      | Transferit de l'Expedició 18                             | Transferit a l'Expedició 20                              | Transferit a l'Expedició 20                              | Transferit a l'Expedició 20 |
| Expedició 20 | Expedició 20                                                      | Guennadi Pàdalka Michael R. Barratt                           | Transferit de l'Expedició 19      | Transferit de l'Expedició 19                             | 11 d'octubre de 2009 04:32 UTC                           | Soiuz TMA-14                                             | 198,70                      |
| Expedició 20 | Expedició 20                                                      | Koichi Wakata                                                 | Transferit de l'Expedició 19      | Transferit de l'Expedició 19                             | 31 de juliol de 2009 14:48 UTC                           | STS-127                                                  | 144,62                      |
| Expedició 20 | Expedició 20                                                      | Timothy L. Kopra                                              | 15 de juliol de 2009 22:03 UTC    | STS-127                                                  | 12 de setembre de 2009 00:53 UTC                         | STS-128                                                  | 58,12                       |
| Expedició 20 | Expedició 20                                                      | Frank De Winne Roman Romanenko Robert B. Thirsk               | 27 de maig de 2009 10:34 UTC      | Soiuz TMA-15                                             | Transferit a l'Expedició 21                              | Transferit a l'Expedició 21                              | Transferit a l'Expedició 21 |
| Expedició 20 | Expedició 20                                                      | Nicole P. Stott                                               | 29 d'agost de 2009 03:59 UTC      | STS-128                                                  | Transferit a l'Expedició 21                              | Transferit a l'Expedició 21                              | Transferit a l'Expedició 21 |
| Expedició 21 | Expedició 21                                                      | Frank De Winne Roman Romanenko Robert B. Thirsk               | Transferit de l'Expedició 20      | Transferit de l'Expedició 20                             | 1 de desembre de 2009 07:16 UTC                          | Soiuz TMA-15                                             | 187,86                      |
| Expedició 21 | Expedició 21                                                      | Nicole P. Stott                                               | Transferit de l'Expedició 20      | Transferit de l'Expedició 20                             | 27 de novembre de 2009 14:44 UTC                         | STS-129                                                  | 90,45                       |
| Expedició 21 | Expedició 21                                                      | Jeffrey N. Williams Maksim Surayev                            | 30 de setembre de 2009 07:14 UTC  | Soiuz TMA-16                                             | Transferit a l'Expedició 22                              | Transferit a l'Expedició 22                              | Transferit a l'Expedició 22 |
| Expedició 22 | Expedició 22                                                      | Jeffrey N. Williams Maksim Surayev                            | Transferit de l'Expedició 21      | Transferit de l'Expedició 21                             | 18 de març de 2010 11:24 UTC                             | Soiuz TMA-16                                             | 169,04                      |
| Expedició 22 | Expedició 22                                                      | Oleg Kótov Timothy J. Creamer Soichi Noguchi                  | 20 de desembre de 2009 21:52 UTC  | Soiuz TMA-17                                             | Transferit a l'Expedició 23                              | Transferit a l'Expedició 23                              | Transferit a l'Expedició 23 |
| Expedició 23 | Expedició 23                                                      | Oleg Kótov Timothy J. Creamer Soichi Noguchi                  | Transferit de l'Expedició 22      | Transferit de l'Expedició 22                             | 2 de juny de 2010 03:25 UTC                              | Soiuz TMA-17                                             | 163,23                      |
| Expedició 23 | Expedició 23                                                      | Aleksandr Skvortsov Mikhaïl Kornienko Tracy E. Caldwell Dyson | 2 d'abril de 2010 04:05 UTC       | Soiuz TMA-18                                             | Transferit a l'Expedició 24                              | Transferit a l'Expedició 24                              | Transferit a l'Expedició 24 |
| Expedició 24 | Expedició 24                                                      | Aleksandr Skvortsov Mikhaïl Kornienko Tracy E. Caldwell Dyson | Transferit de l'Expedició 23      | Transferit de l'Expedició 23                             | 25 de setembre de 2010 05:23 UTC                         | Soiuz TMA-18                                             | 176,05                      |
| Expedició 24 | Expedició 24                                                      | Douglas H. Wheelock Shannon Walker Fiódor Iurtxikhin          | 15 de juny de 2010 21:35 UTC      | Soiuz TMA-19                                             | Transferit a l'Expedició 25                              | Transferit a l'Expedició 25                              | Transferit a l'Expedició 25 |
| Expedició 25 | Expedició 25                                                      | Douglas H. Wheelock Shannon Walker Fiódor Iurtxikhin          | Transferit de l'Expedició 24      | Transferit de l'Expedició 24                             | 26 de novembre de 2010 04:46 UTC                         | Soiuz TMA-19                                             | 163,30                      |
| Expedició 25 | Expedició 25                                                      | Scott J. Kelly Aleksandr Kaleri Oleg Skrípotxka               | 7 d'octubre de 2010 23:10 UTC     | Soiuz TMA-01M                                            | Transferit a l'Expedició 26                              | Transferit a l'Expedició 26                              | Transferit a l'Expedició 26 |
| Expedició 26 | Expedició 26                                                      | Scott J. Kelly Aleksandr Kaleri Oleg Skrípotxka               | Transferit de l'Expedició 25      | Transferit de l'Expedició 25                             | 16 de març de 2011 07:54 UTC                             | Soiuz TMA-01M                                            | 159,36                      |
| Expedició 26 | Expedició 26                                                      | Dmitri Kondràtiev Catherine G. Coleman Paolo Nespoli          | 15 de desembre de 2010 19:09 UTC  | Soiuz TMA-20                                             | Transferit a l'Expedició 27                              | Transferit a l'Expedició 27                              | Transferit a l'Expedició 27 |
| Expedició 27 | Expedició 27                                                      | Dmitri Kondràtiev Catherine G. Coleman Paolo Nespoli          | Transferit de l'Expedició 26      | Transferit de l'Expedició 26                             | 24 de maig de 2011 02:27 UTC                             | Soiuz TMA-20                                             | 160,10                      |
| Expedició 27 | Expedició 27                                                      | Andrei Borissenko Aleksandr Samokutyayev Ronald J. Garan      | 4 d'abril de 2011 22:18 UTC       | Soiuz TMA-21                                             | Transferit a l'Expedició 28                              | Transferit a l'Expedició 28                              | Transferit a l'Expedició 28 |
| Expedició 28 | Expedició 28                                                      | Andrei Borissenko Aleksandr Samokutyayev Ronald J. Garan      | Transferit de l'Expedició 27      | Transferit de l'Expedició 27                             | 16 de setembre de 2011 00:38 UTC                         | Soiuz TMA-21                                             | 164,10                      |
| Expedició 28 | Expedició 28                                                      | Michael E. Fossum Serguei Vólkov Satoshi Furukawa             | 7 de juny de 2011 20:12 UTC       | Soiuz TMA-02M                                            | Transferit a l'Expedició 29                              | Transferit a l'Expedició 29                              | Transferit a l'Expedició 29 |
| Expedició 29 | Expedició 29                                                      | Michael E. Fossum Serguei Vólkov Satoshi Furukawa             | Transferit de l'Expedició 28      | Transferit de l'Expedició 28                             | 22 de novembre de 2011 02:26 UTC                         | Soiuz TMA-02M                                            | 167,26                      |
| Expedició 29 | Expedició 29                                                      | Daniel C. Burbank Anton Shkaplerov Anatoli Ivanixin           | 14 de novembre de 2011 04:14 UTC  | Soiuz TMA-22                                             | Transferit a l'Expedició 30                              | Transferit a l'Expedició 30                              | Transferit a l'Expedició 30 |
| Expedició 30 | Expedició 30                                                      | Daniel C. Burbank Anton Shkaplerov Anatoli Ivanixin           | Transferit de l'Expedició 29      | Transferit de l'Expedició 29                             | 27 d'abril de 2012 11:45 UTC                             | Soiuz TMA-22                                             | 165,31                      |
| Expedició 30 | Expedició 30                                                      | Oleg Kononenko Donald R. Pettit André Kuipers                 | 21 de desembre de 2011 13:16 UTC  | Soiuz TMA-03M                                            | Transferit a l'Expedició 31                              | Transferit a l'Expedició 31                              | Transferit a l'Expedició 31 |
| Expedició 31 | Expedició 31                                                      | Oleg Kononenko Donald R. Pettit André Kuipers                 | Transferit de l'Expedició 30      | Transferit de l'Expedició 30                             | 1 de juliol de 2012 08:14 UTC                            | Soiuz TMA-03M                                            | 192,83                      |
| Expedició 31 | Expedició 31                                                      | Guennadi Pàdalka Serguei Revin Joseph M. Acaba                | 15 de maig de 2012 03:01 UTC      | Soiuz TMA-04M                                            | Transferit a l'Expedició 32                              | Transferit a l'Expedició 32                              | Transferit a l'Expedició 32 |
| Expedició 32 | Expedició 32                                                      | Guennadi Pàdalka Serguei Revin Joseph M. Acaba                | Transferit de l'Expedició 31      | Transferit de l'Expedició 31                             | 17 de setembre de 2012 02:53 UTC                         | Soiuz TMA-04M                                            | 124,99                      |
| Expedició 32 | Expedició 32                                                      | Sunita L. Williams Iuri Malentxenko Akihiko Hoshide           | 15 de juliol de 2012 02:40 UTC    | Soiuz TMA-05M                                            | Transferit a l'Expedició 33                              | Transferit a l'Expedició 33                              | Transferit a l'Expedició 33 |
| Expedició 33 | Expedició 33                                                      | Sunita L. Williams Iuri Malentxenko Akihiko Hoshide           | Transferit de l'Expedició 32      | Transferit de l'Expedició 32                             | 19 de novembre de 2012 01:56 UTC                         | Soiuz TMA-05M                                            | 126,97                      |
| Expedició 33 | Expedició 33                                                      | Kevin A. Ford Oleg Novitskiy Evgeny Tarelkin                  | 23 d'octubre de 2012 10:51 UTC    | Soiuz TMA-06M                                            | Transferit a l'Expedició 34                              | Transferit a l'Expedició 34                              | Transferit a l'Expedició 34 |
| Expedició 34 | Expedició 34                                                      | Kevin A. Ford Oleg Novitskiy Evgeny Tarelkin                  | Transferit de l'Expedició 33      | Transferit de l'Expedició 33                             | 15 de març de 2013 3:06 UTC                              | Soiuz TMA-06M                                            | 143,18                      |
| Expedició 34 | Expedició 34                                                      | Chris Hadfield Roman Romanenko Thomas H. Marshburn            | 19 de desembre de 2012 11:12 UTC  | Soiuz TMA-07M                                            | Transferit a l'Expedició 35                              | Transferit a l'Expedició 35                              | Transferit a l'Expedició 35 |
| Expedició 35 | Expedició 35                                                      | Chris Hadfield Roman Romanenko Thomas H. Marshburn            | Transferit des de l'Expedició 34  | Transferit des de l'Expedició 34                         | 14 de maig 2013 3:31 UTC                                 | Soiuz TMA-07M                                            | 145,64                      |
| Expedició 35 | Expedició 35                                                      | Pàvel Vinogràdov Aleksandr Missurkin Christopher J. Cassidy   | 28 de març de 2013 20:43 UTC      | Soiuz TMA-08M                                            | Transferit a l'Expedició 36                              | Transferit a l'Expedició 36                              | Transferit a l'Expedició 36 |
| Expedició 36 |                                                                   | Pavel Vinogradov Aleksandr Misurkin Christopher J. Cassidy    | Transferit de l'Expedició 35      | Transferit de l'Expedició 35                             | 11 setembre 2013 02:58 UTC                               | Soiuz TMA-08M                                            | 166,25                      |
| Expedició 36 | Fyodor Yurchikhin Karen L. Nyberg Luca Parmitano                  | 28 maig 2013 20:31 UTC                                        | Soiuz TMA-09M                     | Transferit a l'Expedició 37                              | Transferit a l'Expedició 37                              | Transferit a l'Expedició 37                              |                             |
| Expedició 37 |                                                                   | Fyodor Yurchikhin Karen L. Nyberg Luca Parmitano              | Transferit de l'Expedició 36      | Transferit de l'Expedició 36                             | 11 novembre 2013 02:49 UTC                               | Soiuz TMA-09M                                            | 166,25                      |
| Expedició 37 | Oleg Kotov Serguei Riazanski Michael S. Hopkins                   | September 25, 2013 20:58 UTC                                  | Soiuz TMA-10M                     | Transferit a l'Expedició 38                              | Transferit a l'Expedició 38                              | Transferit a l'Expedició 38                              |                             |
| Expedició 38 |                                                                   | Oleg Kotov Serguei Riazanski Michael S. Hopkins               | Transferit de l'Expedició 37      | Transferit de l'Expedició 37                             | 11 març 2014 03:24 UTC                                   | Soiuz TMA-10M                                            | 166,25                      |
| Expedició 38 | Koichi Wakata Mikhail Tyurin Richard A. Mastracchio               | 6 novembre 2013 04:14 UTC                                     | Soiuz TMA-11M                     | Transferit a l'Expedició 39                              | Transferit a l'Expedició 39                              | Transferit a l'Expedició 39                              |                             |
| Expedició 39 |                                                                   | Koichi Wakata Mikhail Tyurin Richard A. Mastracchio           | Transferit de l'Expedició 38      | Transferit de l'Expedició 38                             | 14 maig 2014 01:58 UTC                                   | Soiuz TMA-11M                                            | 187,91                      |
| Expedició 39 | Aleksandr Skvortsov Oleg Artemyev Steven R. Swanson               | 25 març 2014 21:17 UTC                                        | Soiuz TMA-12M                     | Transferit a l'Expedició 40                              | Transferit a l'Expedició 40                              | Transferit a l'Expedició 40                              |                             |
| Expedició 40 |                                                                   | Steven R. Swanson Aleksandr Skvortsov Oleg Artemyev           | Transferit de l'Expedició 39      | Transferit de l'Expedició 39                             | 11 setembre 2014 02:23 UTC                               | Soiuz TMA-12M                                            | 169,20                      |
| Expedició 40 | Gregory R. Wiseman Maksim Surayev Alexander Gerst                 | 28 maig 2014 19:57 UTC                                        | Soiuz TMA-13M                     | Transferit a l'Expedició 41                              | Transferit a l'Expedició 41                              | Transferit a l'Expedició 41                              |                             |
| Expedició 41 |                                                                   | Maksim Surayev Gregory R. Wiseman Alexander Gerst             | Transferit de l'Expedició 40      | Transferit de l'Expedició 40                             | 10 novembre 2014 03:58 UTC                               | Soiuz TMA-13M                                            | 165,33                      |
| Expedició 41 | Aleksandr Samokutyayev Ielena Serova Barry E. Wilmore             | 25 setembre 2014 20:25 UTC                                    | Soiuz TMA-14M                     | Transferit a l'Expedició 42                              | Transferit a l'Expedició 42                              | Transferit a l'Expedició 42                              |                             |
| Expedició 42 |                                                                   | Barry E. Wilmore Aleksandr Samokutyayev Ielena Serova         | Transferit de l'Expedició 41      | Transferit de l'Expedició 41                             | 12 març 2015 2:07 UTC                                    | Soiuz TMA-14M                                            | 167,25                      |
| Expedició 42 | Anton Shkaplerov Samantha Cristoforetti Terry W. Virts            | 23 novembre 2014 21:01 UTC                                    | Soiuz TMA-15M                     | Transferit a l'Expedició 43                              | Transferit a l'Expedició 43                              | Transferit a l'Expedició 43                              |                             |
| Expedició 43 |                                                                   | Terry W. Virts Anton Shkaplerov Samantha Cristoforetti        | Transferit de l'Expedició 42      | Transferit de l'Expedició 42                             | 11 juny 2015 13:44 UTC                                   | Soiuz TMA-15M                                            | 199,70                      |
| Expedició 43 | Gennady Padalka                                                   | 27 març 2015 19:42 UTC                                        | Soiuz TMA-16M                     | Transferit a l'Expedició 44                              | Transferit a l'Expedició 44                              | Transferit a l'Expedició 44                              |                             |
| Expedició 43 | Mikhaïl Kornienko Scott J. Kelly                                  | 27 març 2015 19:42 UTC                                        | Soiuz TMA-16M                     | Transferit a les Expedicions 44, 45 i 46 missió d'un any | Transferit a les Expedicions 44, 45 i 46 missió d'un any | Transferit a les Expedicions 44, 45 i 46 missió d'un any |                             |
| Expedició 44 |                                                                   | Gennady Padalka                                               | Transferit de l'Expedició 43      | Transferit de l'Expedició 43                             | 12 setembre 2015 00:51 UTC                               | Soiuz TMA-16M                                            | 169                         |
| Expedició 44 | Mikhaïl Kornienko Scott J. Kelly                                  | Transferit de l'Expedició 43                                  | Transferit de l'Expedició 43      | Transferit a les Expedicions 45 i 46 missió d'un any     | Transferit a les Expedicions 45 i 46 missió d'un any     | Transferit a les Expedicions 45 i 46 missió d'un any     |                             |
| Expedició 44 | Oleg Kononenko Kimiya Yui Kjell N. Lindgren                       | 22 juliol 2015 21:02 UTC                                      | Soiuz TMA-17M                     | Transferit a l'Expedició 45                              | Transferit a l'Expedició 45                              | Transferit a l'Expedició 45                              |                             |
| Expedició 45 |                                                                   | Scott J. Kelly Mikhaïl Kornienko                              | Transferit de l'Expedició 44      | Transferit de l'Expedició 44                             | Transferit a l'Expedició 46                              | Transferit a l'Expedició 46                              | Transferit a l'Expedició 46 |
| Expedició 45 | Oleg Kononenko Kimiya Yui Kjell N. Lindgren                       | 11 desembre 2015 13:12 UTC                                    | Transferit de l'Expedició 44      | Transferit de l'Expedició 44                             | Soiuz TMA-17M                                            | 141,66                                                   |                             |
| Expedició 45 | Serguei Vólkov                                                    | 2 setembre 2015 04:37 UTC                                     | Soiuz TMA-18M                     | Transferit a l'Expedició 46                              | Transferit a l'Expedició 46                              | Transferit a l'Expedició 46                              |                             |
| Expedició 46 |                                                                   | Scott J. Kelly Mikhail Korniyenko                             | Transferit de l'Expedició 45      | Transferit de l'Expedició 45                             | 2 març 2016 04:25:27 UTC                                 | Soiuz TMA-18M                                            | 340                         |
| Expedició 46 | Sergey Volkov                                                     | 181                                                           | Transferit de l'Expedició 45      | Transferit de l'Expedició 45                             | 2 març 2016 04:25:27 UTC                                 | Soiuz TMA-18M                                            |                             |
| Expedició 46 | Yuri Malenchenko Timothy Peake Timothy Kopra                      | 15 desembre 2015 11:03 UTC                                    | Soiuz TMA-19M                     | Transferit a l'Expedició 47                              | Transferit a l'Expedició 47                              | Transferit a l'Expedició 47                              |                             |
| Expedició 47 |                                                                   | Timothy Kopra Tim Peake Yuri Malenchenko                      | Transferit de l'Expedició 46      | Transferit de l'Expedició 46                             | 18 jun 2016 9:15 UTC                                     | Soiuz TMA-19M                                            | 185,91                      |
| Expedició 47 | Aleksei Ovtxinin Oleg Skripochka Jeffrey Williams                 | 18 mar 2016 21:26:38 UTC                                      | Soiuz TMA-20M                     | Transferit a l'Expedició 48                              | Transferit a l'Expedició 48                              | Transferit a l'Expedició 48                              |                             |
| Expedició 48 |                                                                   | Jeffrey Williams Oleg Skripochka Aleksei Ovtxinin             | Transferit de l'Expedició 47      | Transferit de l'Expedició 47                             | 7 set 2016 01:13 UTC                                     | Soiuz TMA-20M                                            | 172                         |
| Expedició 48 | Anatoli Ivanishin Takuya Onishi Kathleen Rubins                   | 7 July 2016 1:36 UTC                                          | Soiuz MS-01                       | Transferit a l'Expedició 49                              | Transferit a l'Expedició 49                              | Transferit a l'Expedició 49                              |                             |
| Expedició 49 |                                                                   | Anatoli Ivanishin Takuya Onishi Kathleen Rubins               | Transferit de l'Expedició 48      | Transferit de l'Expedició 48                             | 30 oct 2016 3:58 UTC                                     | Soiuz MS-01                                              | 115                         |
| Expedició 49 | Shane Kimbrough Andrei Borisenko Sergey Ryzhikov                  | 19 October 2016 8:05 UTC                                      | Soiuz MS-02                       | Transferit a l'Expedició 50                              | Transferit a l'Expedició 50                              | Transferit a l'Expedició 50                              |                             |
| Expedició 50 |                                                                   | Shane Kimbrough Andrei Borisenko Sergey Ryzhikov              | Transferit de l'Expedició 49      | Transferit de l'Expedició 49                             | 10 abr 2017 11:20 UTC                                    | Soiuz MS-02                                              | 173                         |
| Expedició 50 | Peggy Whitson Oleg Novitskiy Thomas Pesquet                       | 17 nov 2016 20:17 UTC                                         | Soiuz MS-03                       | Transferit a l'Expedició 51                              | Transferit a l'Expedició 51                              | Transferit a l'Expedició 51                              |                             |
| Expedició 51 |                                                                   | Peggy Whitson                                                 | Transferit de l'Expedició 50      | Transferit de l'Expedició 50                             | Transferit a l'Expedició 52                              | Transferit a l'Expedició 52                              | Transferit a l'Expedició 52 |
| Expedició 51 | Oleg Novitskiy · Thomas Pesquet                                   | 2 jun 2017                                                    | Transferit de l'Expedició 50      | Transferit de l'Expedició 50                             | Soiuz MS-03                                              | 196,72                                                   |                             |
| Expedició 51 | Fyodor Yurchikhin · Jack D. Fischer                               | 20 abr 2017 07:13                                             | Soiuz MS-04                       | Transferit a l'Expedició 52                              | Transferit a l'Expedició 52                              | Transferit a l'Expedició 52                              |                             |
| Expedició 52 |                                                                   | Fyodor Yurchikhin Jack D. Fischer                             | Transferit de l'Expedició 51      | Transferit de l'Expedició 51                             | 3 setembre 2017 1:22 UTC                                 | Soiuz MS-04                                              | 135.3                       |
| Expedició 52 | Peggy Whitson                                                     | 289.1                                                         | Transferit de l'Expedició 51      | Transferit de l'Expedició 51                             | 3 setembre 2017 1:22 UTC                                 | Soiuz MS-04                                              |                             |
| Expedició 52 | Randolph Bresnik Paolo Nespoli Sergey Ryazansky                   | 28 juliol 2017 15:41 UTC                                      | Soiuz MS-05                       | Transferit a l'Expedició 53                              | Transferit a l'Expedició 53                              | Transferit a l'Expedició 53                              |                             |
| Expedició 53 |                                                                   | Randolph Bresnik Paolo Nespoli Sergey Ryazansky               | Transferit de l'Expedició 52      | Transferit de l'Expedició 52                             | 14 desembre 2017 08:38 UTC                               | Soiuz MS-05                                              | 139                         |
| Expedició 53 | Alexander Misurkin Mark Vande Hei Joseph Acaba                    | 12 setembre 2017 21:17 UTC                                    | Soiuz MS-06                       | Transferit a l'Expedició 54                              | Transferit a l'Expedició 54                              | Transferit a l'Expedició 54                              |                             |
| Expedició 54 |                                                                   | Alexander Misurkin Mark Vande Hei Joseph Acaba                | Transferit de l'Expedició 53      | Transferit de l'Expedició 53                             | 28 febrer 2018 02:31 UTC                                 | Soiuz MS-06                                              | 168                         |
| Expedició 54 | Anton Shkaplerov Scott Tingle Norishige Kanai                     | 17 desembre 2017 7:21 UTC                                     | Soiuz MS-07                       | Transferit a l'Expedició 55                              | Transferit a l'Expedició 55                              | Transferit a l'Expedició 55                              |                             |
| Expedició 55 |                                                                   | Anton Shkaplerov Scott Tingle Norishige Kanai                 | Transferit de l'Expedició 54      | Transferit de l'Expedició 54                             | 3 juny 2018 12:39 UTC                                    | Soiuz MS-07                                              | 168                         |
| Expedició 55 | Andrew Feustel Oleg Artemyev Richard Arnold                       | 21 març 2018 17:44 UTC                                        | Soiuz MS-08                       | Transferit a l'Expedició 56                              | Transferit a l'Expedició 56                              | Transferit a l'Expedició 56                              |                             |
| Expedició 56 |                                                                   | Andrew Feustel Oleg Artemyev Richard Arnold                   | Transferit de l'Expedició 55      | Transferit de l'Expedició 55                             | 4 octubre 2018 11:44:45 UTC                              | Soiuz MS-08                                              | 196                         |
| Expedició 56 | Alexander Gerst Sergey Prokopyev Serena Auñón-Chancellor          | 6 juny 2018 11:12 UTC                                         | Soiuz MS-09                       | Transferit a l'Expedició 57                              | Transferit a l'Expedició 57                              | Transferit a l'Expedició 57                              |                             |
| Expedició 57 |                                                                   | Alexander Gerst Sergey Prokopyev Serena Auñón-Chancellor      | Transferit de l'Expedició 56      | Transferit de l'Expedició 56                             | 20 desembre 2018 05:02 UTC                               | Soiuz MS-09                                              | 197                         |
| Expedició 57 | Oleg Kononenko David Saint-Jacques Anne McClain                   | 3 desembre 2018 11:31 UTC                                     | Soiuz MS-11                       | Transferit a l'Expedició 58                              | Transferit a l'Expedició 58                              | Transferit a l'Expedició 58                              |                             |
| Expedició 58 |                                                                   | Oleg Kononenko David Saint-Jacques Anne McClain               | Transferit de l'Expedició 57      | Transferit de l'Expedició 57                             | Transferit a l'Expedició 59                              | Transferit a l'Expedició 59                              | Transferit a l'Expedició 59 |
| Expedició 59 |                                                                   | Oleg Kononenko David Saint-Jacques Anne McClain               | Transferit de l'Expedició 58      | Transferit de l'Expedició 58                             | 25 juny 2019 02:47:50 UTC                                | Soiuz MS-11                                              | 203                         |
| Expedició 59 | Aleksey Ovchinin Nick Hague                                       | 14 març 2019 19:14 UTC                                        | Soiuz MS-12                       | Transferit a l'Expedició 60                              | Transferit a l'Expedició 60                              | Transferit a l'Expedició 60                              |                             |
| Expedició 59 | Christina Koch                                                    | 14 març 2019 19:14 UTC                                        | Soiuz MS-12                       | Transferit a l'Expedició 60 i 61                         | Transferit a l'Expedició 60 i 61                         | Transferit a l'Expedició 60 i 61                         |                             |
| Expedició 60 |                                                                   | Aleksey Ovchinin Nick Hague                                   | Transferit de l'Expedició 59      | Transferit de l'Expedició 59                             | 3 octubre 2019 10:59 UTC                                 | Soiuz MS-12                                              | 202                         |
| Expedició 60 | Christina Koch                                                    | Transferit a l'Expedició 61                                   | Transferit a l'Expedició 61       | Transferit a l'Expedició 61                              |                                                          |                                                          |                             |
| Expedició 60 | Aleksandr Skvortsov Luca Parmitano Drew Morgan                    | Transferit a l'Expedició 61                                   | Transferit a l'Expedició 61       | Transferit a l'Expedició 61                              | 20 juliol 2019 16:28:21 UTC                              | Soiuz MS-13                                              |                             |
| Expedició 61 |                                                                   | Luca Parmitano Aleksandr Skvortsov                            | Transferit de l'Expedició 60      | Transferit de l'Expedició 60                             | 6 febrer 2020 05:50 UTC                                  | Soiuz MS-13                                              | 200                         |
| Expedició 61 | Christina Koch                                                    | 328                                                           | Transferit de l'Expedició 60      | Transferit de l'Expedició 60                             | 6 febrer 2020 05:50 UTC                                  | Soiuz MS-13                                              |                             |
| Expedició 61 | Drew Morgan                                                       | Transferit a l'Expedició 62                                   | Transferit a l'Expedició 62       | Transferit a l'Expedició 62                              |                                                          |                                                          |                             |
| Expedició 61 | Oleg Skripochka Jessica Meir                                      | Transferit a l'Expedició 62                                   | Transferit a l'Expedició 62       | Transferit a l'Expedició 62                              | 25 setembre 2019 13:57:43 UTC                            | Soiuz MS-15                                              |                             |
| Expedició 62 |                                                                   | Oleg Skripochka Jessica Meir                                  | Transferit de l'Expedició 61      | Transferit de l'Expedició 61                             | 17 abril 2020 05:16 UTC                                  | Soiuz MS-15                                              | 205                         |
| Expedició 62 | Drew Morgan                                                       | 272                                                           | Transferit de l'Expedició 61      | Transferit de l'Expedició 61                             | 17 abril 2020 05:16 UTC                                  | Soiuz MS-15                                              |                             |
| Expedició 62 | Christopher Cassidy Anatoli Ivanishin Ivan Vagner                 | 9 abril 2020 08:05 UTC                                        | Soiuz MS-16                       | Transferit a l'Expedició 63                              | Transferit a l'Expedició 63                              | Transferit a l'Expedició 63                              |                             |
| Expedició 63 |                                                                   | Christopher Cassidy Anatoli Ivanishin Ivan Vagner             | Transferit de l'Expedició 62      | Transferit de l'Expedició 62                             | 21 octubre 2020, 23:32 UTC                               | Soiuz MS-16                                              | 195                         |
| Expedició 63 | Douglas Hurley Robert Behnken                                     | 30 maig 2020, 19:22:45 UTC                                    | SpaceX Crew Dragon Demo-2         | 2 agost 2020, 18:48:06 UTC                               | SpaceX Crew Dragon Demo-2                                | 64                                                       |                             |
| Expedició 63 | Sergey Ryzhikov Sergey Kud-Sverchkov Kathleen Rubins              | 14 octubre 2020, 05:45:04 UTC                                 | Soiuz MS-17                       | Transferit a l'Expedició 64                              | Transferit a l'Expedició 64                              | Transferit a l'Expedició 64                              |                             |
| Expedició 64 |                                                                   | Serguei Ryzhikov Serguei Kud-Sverchkov Kathleen Rubins        | Transferits de l'Expedició 63     | Transferits de l'Expedició 63                            | 17 abril 2021, 04:55 UTC                                 | Soiuz MS-17                                              | 185                         |
| Expedició 64 | Michael Hopkins Victor Glover Soichi Noguchi Shannon Walker       | 16 novembre 2020, 00:27:17 UTC                                | SpaceX Crew-1                     | Transferits a l'Expedició 65                             | Transferits a l'Expedició 65                             | Transferits a l'Expedició 65                             |                             |
| Expedició 64 | Oleg Novitsky Piotr Dubrov Mark Vande Hei                         | 9 abril 2021, 07:42:41 UTC                                    | Soiuz MS-18                       | Transferits a l'Expedició 65                             | Transferits a l'Expedició 65                             | Transferits a l'Expedició 65                             |                             |
| Expedició 65 |                                                                   | Shannon Walker Michael Hopkins Victor Glover Soichi Noguchi   | Transferits des de l'Expedició 64 | Transferits des de l'Expedició 64                        | 2 maig 2021 06:56:33 UTC                                 | SpaceX Crew-1                                            | 167                         |
| Expedició 65 | Oleg Novitsky                                                     | 17 octubre 2021 01:14:05 UTC                                  | Transferits des de l'Expedició 64 | Transferits des de l'Expedició 64                        | Soiuz MS-18                                              | 190                                                      |                             |
| Expedició 65 | Piotr Dubrov Mark Vande Hei                                       | Transferits a l'Expedició 66                                  | Transferits a l'Expedició 66      | Transferits a l'Expedició 66                             |                                                          |                                                          |                             |
| Expedició 65 | Akihiko Hoshide Shane Kimbrough K. Megan McArthur. Thomas Pesquet | Transferits a l'Expedició 66                                  | Transferits a l'Expedició 66      | Transferits a l'Expedició 66                             | 23 abril 2021 09:49:02 UTC                               | SpaceX Crew-2                                            |                             |
| Expedició 65 | Anton Shkaplerov                                                  | Transferits a l'Expedició 66                                  | Transferits a l'Expedició 66      | Transferits a l'Expedició 66                             | 5 octubre 2021 08:55:02 UTC                              | Soiuz MS-19                                              |                             |